# Бологое
Болого́е (от рус. бо́лого — «хорошо») — город в России, административный центр Бологовского района Тверской области.
Население — 20 234 человека (2021).
Город расположен на северной окраине Валдайской возвышенности на Бологом озере в 164 км к северо-западу от Твери. Крупный железнодорожный узел Октябрьской железной дороги. Расположен примерно посередине железнодорожного пути из Санкт-Петербурга (319 км) в Москву (331 км).
Протяжённость железной дороги от Московского вокзала в Санкт-Петербурге до Ленинградского вокзала в Москве составляет 649 км 700 м, то есть середина пути приходится на 325-й км (в 6 км от Бологого).
Указом президента РФ от 10 сентября 2021 года городу было присвоено звание «Город трудовой доблести».

## Физико-географическое описание
Город расположен на берегу Бологого озера на северо-восточных отрогах Валдайской возвышенности, переходящих в Вышневолоцкую низину. Абсолютные высоты в районе города — 150—200 м. Рельеф — слабохолмистый. В северной части города расположено ещё одно Огрызково озеро.
Район города входит в лесную зону, однако лесов сохранилось мало; они занимают лишь 10—15 % площади. Леса — смешанные с преобладанием хвойных пород.
Почвы — дерново-подзолистые суглинистые и супесчаные, развитые на морене. В понижениях около озёр почвы — торфяно-глеевые.
Грунтовые воды залегают на глубине 10—15 м.

### Климат города
Климат в Бологом — умеренно континентальный. В городе — относительно тёплое лето и сравнительно холодная зима. По данным наблюдений в период 1981—2010 годов средняя годовая температура воздуха была +4,6°С. Средняя температура самого холодного месяца (январь) была −7,5°С, а самого тёплого (июль) была +17,9°С. Годовое количество осадков в среднем составляет 669 миллиметров, хотя в некоторые годы может выпадать на 150—200 миллиметров больше (до 913 мм в 2019 году). Устойчивый снежный покров отмечается со второй декады ноября по первую декаду апреля, иногда отмечается выпадение снега и установление временного снежного покрова в мае (до 15 см в 1984 году) и сентябре (до 1 см в 1986 году). Среднегодовая продолжительность солнечного сияния составляет 1632 часа.
Преобладающая в городе роза ветров — западная, северо-западная. Часто отмечаются порывы ветра до 12—16 метров в секунду.

#### Экстремальные значения метеорологических величин
- Абсолютный максимум температуры воздуха +35,8°С (7 августа 2010 года)
- Абсолютный минимум температуры воздуха −46,5°С (16 января 1940 года)
- Наибольшая среднегодовая температура воздуха +6,8°С (2020 год)
- Наименьшая среднегодовая температура воздуха +2,0°С (1956, 1969, 1976, 1987 годы)
- Наибольшее количество осадков за сутки 73,4 мм (30 августа 2006 года)
- Наибольшая высота снежного покрова 76 см (февраль 1976 года)
- Абсолютный максимум атмосферного давления 775,5 мм рт. ст. (31 января 1972 года и 4 января 2008 года)
- Абсолютный минимум атмосферного давления 703,7 мм рт. ст. (25 ноября 1973 года)

| Показатель                            | Янв.  | Фев.  | Март  | Апр. | Май  | Июнь | Июль | Авг. | Сен. | Окт.  | Нояб. | Дек.  | Год   |
| ------------------------------------- | ----- | ----- | ----- | ---- | ---- | ---- | ---- | ---- | ---- | ----- | ----- | ----- | ----- |
| Абсолютный максимум, °C               | 8,3   | 9,2   | 17,8  | 27,5 | 31,4 | 34,9 | 35,7 | 35,8 | 30,5 | 23,7  | 12,6  | 9,0   | 35,8  |
| Средний суточный максимум, °C         | −5,9  | −4,6  | 1,7   | 9,5  | 16,9 | 20,7 | 22,7 | 20,6 | 14,5 | 7,3   | 0,5   | −3,9  | 8,5   |
| Средняя температура, °C               | −8,8  | −8,2  | −2,3  | 4,6  | 11,4 | 15,4 | 17,5 | 15,5 | 10   | 4,3   | −1,7  | −6,3  | 4,4   |
| Средний суточный минимум, °C          | −11,9 | −11,8 | −6,1  | 0,2  | 6,1  | 10,4 | 12,7 | 11   | 6,3  | 1,6   | −3,8  | −9    | 0,6   |
| Абсолютный минимум, °C                | −46,5 | −39   | −31,9 | −23  | −7,6 | −2,6 | 0,9  | −1,7 | −8   | −19,1 | −27,9 | −43,4 | −46,5 |
| Норма осадков, мм                     | 43    | 33    | 33    | 37   | 56   | 74   | 85   | 78   | 61   | 62    | 52    | 48    | 642   |
| Источник: АЭ Бологое и Climatebase.ru |       |       |       |      |      |      |      |      |      |       |       |       |       |

| Показатель                   | Янв. | Фев. | Март | Апр. | Май  | Июнь | Июль | Авг. | Сен. | Окт. | Нояб. | Дек. | Год |
| ---------------------------- | ---- | ---- | ---- | ---- | ---- | ---- | ---- | ---- | ---- | ---- | ----- | ---- | --- |
| Средняя температура, °C      | −7,5 | −7,3 | −2,1 | 5    | 11,6 | 15,6 | 17,9 | 15,7 | 10,1 | 4,6  | −2,1  | −6,3 | 4,6 |
| Норма осадков, мм            | 46   | 34   | 33   | 35   | 56   | 77   | 83   | 82   | 63   | 60   | 51    | 49   | 669 |
| Источник: ФГБУ «ВНИИГМИ–МЦД» |      |      |      |      |      |      |      |      |      |      |       |      |     |

#### История метеорологических наблюдений в городе
Метеорологические наблюдения в Бологом начаты в 1885 году по программе поста. Перерывы в наблюдениях были в 1895 году и с 1898 по 1923 год. Кроме того, в посёлке ст. Медведево существовал снегомерный пост при железной дороге.
19 июня 1928 года организована метеорологическая станция II разряда, которая работает без перерывов. Сначала метеорологическая станция находилась в районе вокзала станции Бологое. 27 октября 1930 года метеорологическая площадка была перенесена к северо-западу на 1 км и стала располагаться между железнодорожными путями в Ленинградской горловине станции. 28 июня 1957 года метеорологическая площадка была вторично перенесена к северу на 1 км на улицу Строителей, где и расположена сейчас. С 1960 года метеостанция имеет статус аэрологической станции (АЭ).

## Административное деление
Бологое территориально состоит из нескольких микрорайонов, которые в разное время вошли в черту города:
- Заводской микрорайон
- Западный микрорайон
- Заозёрный микрорайон

## История

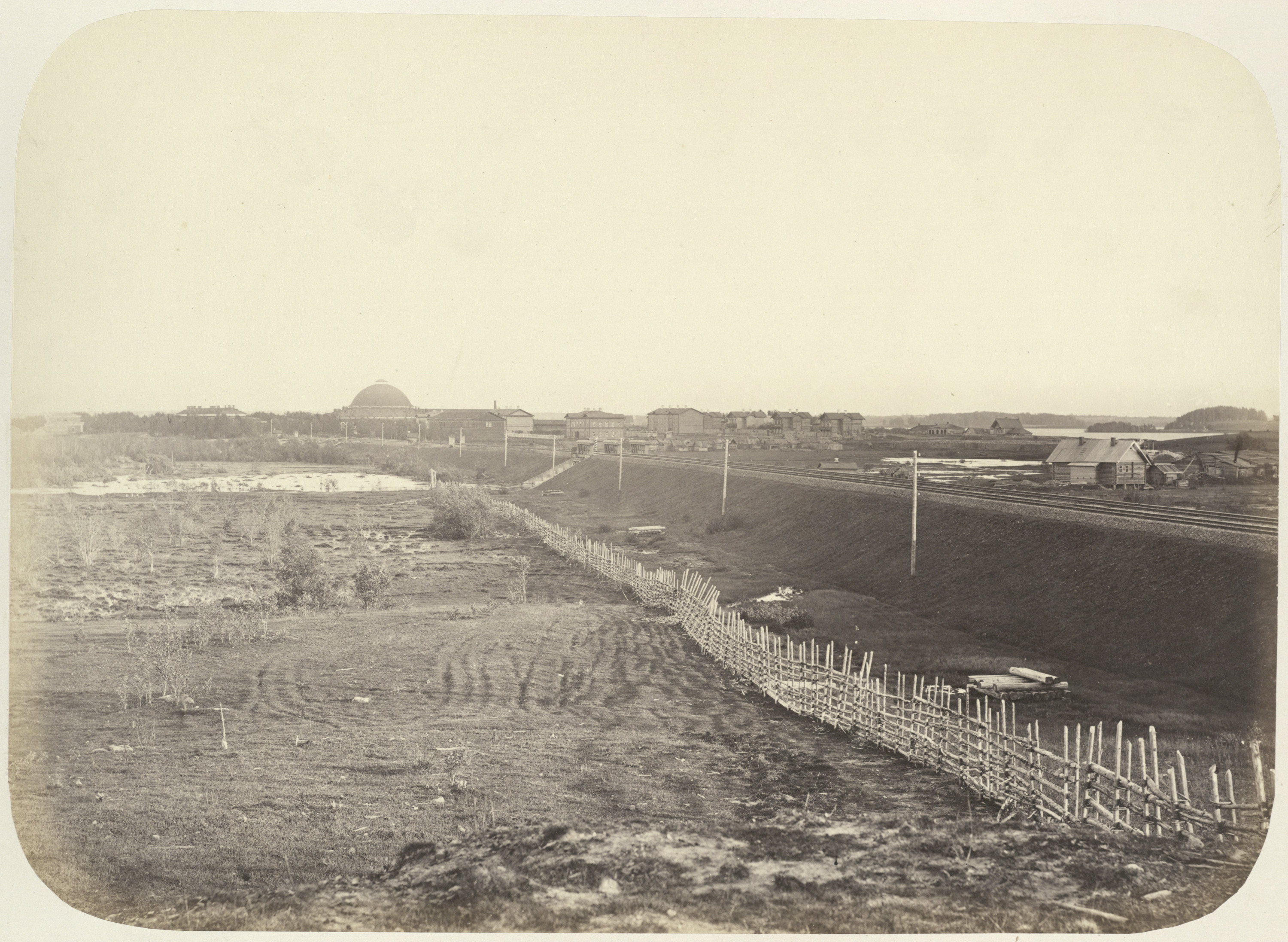
Вид в сторону железнодорожной станции. 1860-е годы

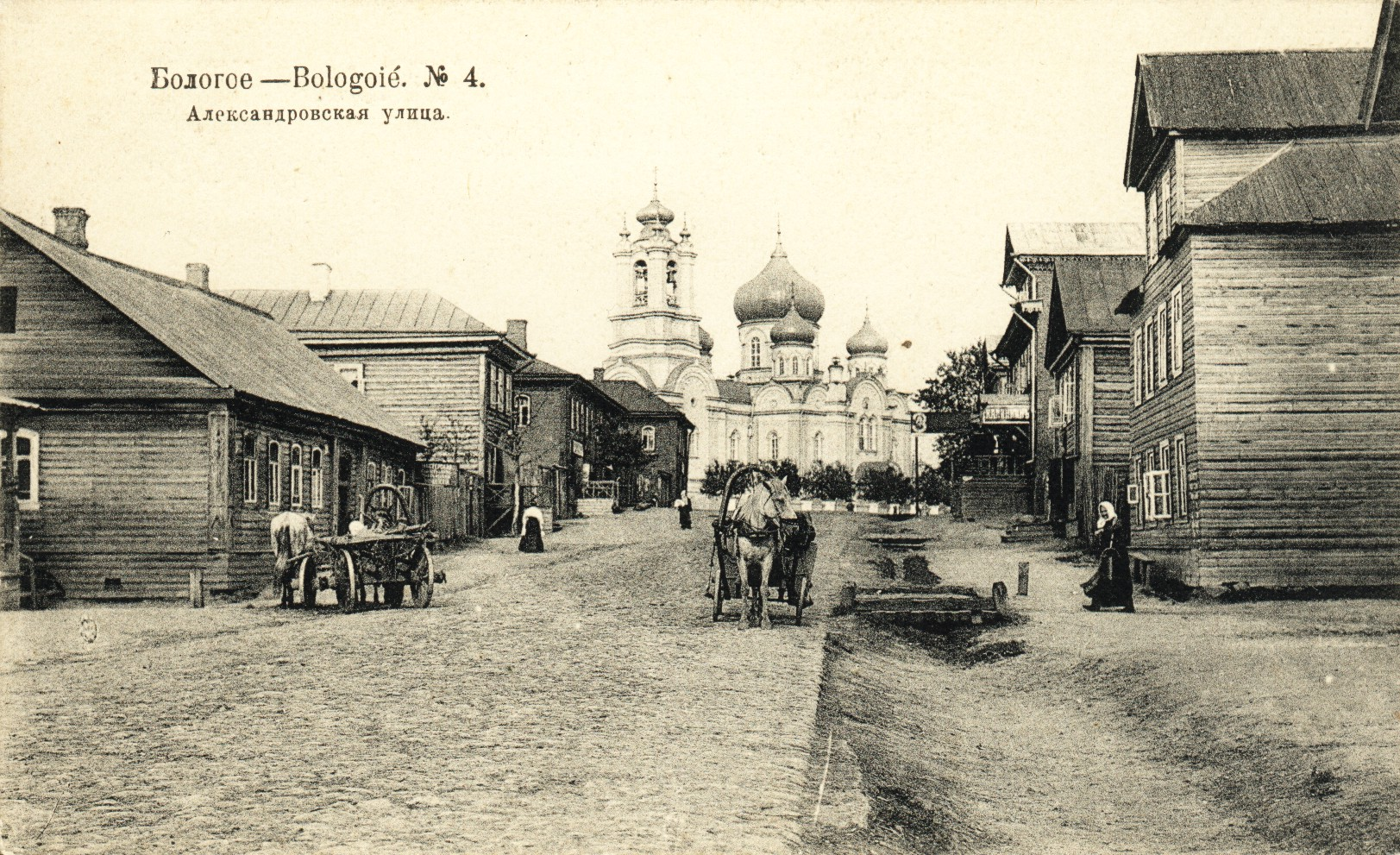
Александровская улица. 1880-е годы

Название Бологое происходит от др.-рус. бологъıи — «благой, хороший».
«Сельцо Бологое над озером Бологим» впервые упомянуто около 1495 года в писцовой книге Деревской пятины Новгородской земли.
В 1851 году была открыта станция Николаевской (ныне Октябрьской) железной дороги. Для обслуживания железной дороги были построены склады, мастерские, депо, здания различных служб. Появление железной дороги послужило толчком быстрому развитию в районе станции Бологое.
Постановлением Временного правительства 3 июня 1917 года посёлок Бологое (объединённый с селом Бологое) был преобразован в безуездный город Валдайского уезда.
По постановлению Новгородского губисполкома от 7 июня 1918 года был образован Бологовский уезд Новгородской губернии, в который вошло 11 волостей. В апреле 1919 года уезд был включён в состав Валдайского уезда, центр которого в апреле 1919 — октябре 1920 года располагался в городе Бологое.
В июне 1925 — августе 1927 годов Бологое было центром Медведевской волости Валдайского уезда, с августа 1927 года — центр Бологовского района. 29 января 1935 года город и район переданы во вновь образованную Калининскую область.
Во время Великой Отечественной войны Бологое подвергалось жестоким бомбёжкам как важный железнодорожный узел. Всего за годы войны было совершено 527 налётов, в которых участвовало 1092 самолёта, заброшено 212 диверсионных групп. Город оккупирован не был. В июле 1941 года здесь был расположен штаб 29-й армии, город использовали как перевалочный пункт для отправления войск на запад (ист: карты, фонд 219 опись 679 дело 88, архив МО РФ).
Основные хронологические события

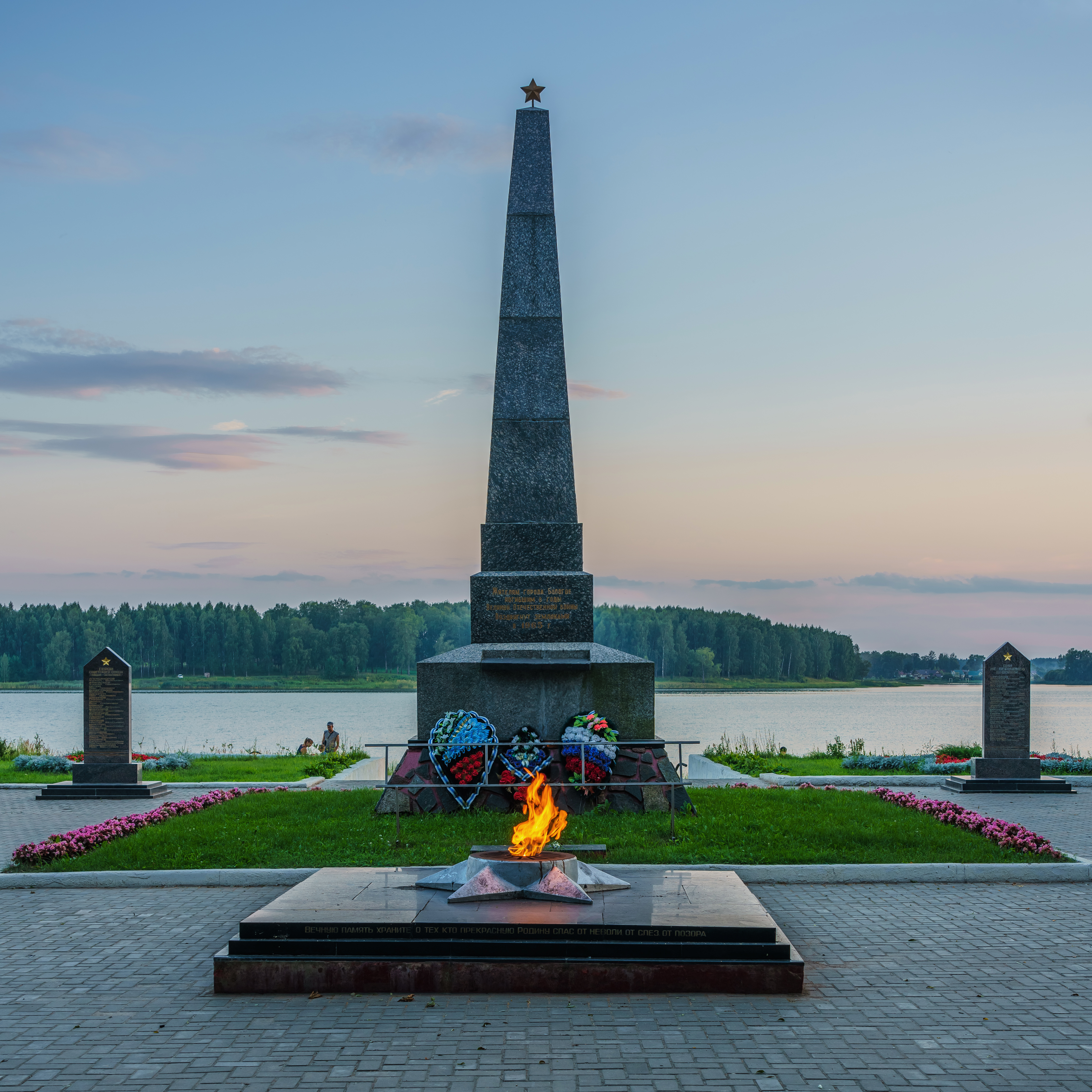
Памятник павшим в годы Великой Отечественной войны на берегу Бологого озера

- 1495 — первое упоминание — сельцо Бологое над озером Бологим; а в нём церковь Усекновение главы Иоанна Предтечи
- 1772 — сельцо Бологое принадлежит помещице Степаниде Богдановне Мельницкой, в девичестве Пестриковой[6]
- 1848 — село Бологое приобретает князь Арсений Степанович Путятин, женившись на Марии Мельницкой
- 1851 — открыта станция Бологое-Московское
- 1870 — открыта Рыбинско-Бологовская железная дорога
- 1876 — построена и открыта железнодорожная больница, одна из первых в России. В 1976 году удостоена ордена «Знак Почёта»
- 1879 — открыто железнодорожное техническое училище, третье по счёту в России. В 1979 году удостоено ордена «Знак Почёта»
- 1897 — открыто движение по железной дороге на Старую Руссу—Псков
- 1899 — раскопки на берегу Бологовского озера. В Бологое в усадьбу Путятиных впервые приехал Н. К. Рерих
- 1903 — открыто училище для мальчиков
- 1906 — открыта гимназия для девочек, построен Бологовский шпалопропиточный завод
- 1907 — открыта Бологое-Полоцкая железная дорога на Великие Луки
- 20 февраля 1911 — пожар в здании клуба бологовского вольнопожарного общества, унёсший жизни 64 человек, в том числе 43 детей
- 1 июля 1941 — первая бомбёжка города
- 13—23 марта 1943 — специальная германская авиационная дивизия бомбила Бологое (сброшено 1811 бомб). После этого было немецкое донесение: «станций Бологое и Медведь больше не существует, они — стёрты с лица земли»
- 1985 — станция Бологое — Московское удостоена ордена Отечественной войны первой степени
- 1995 — город отмечал своё 500-летие. На празднование юбилея приехали многие граждане со всех концов России
- 1996 — упразднено Бологовское отделение Октябрьской железной дороги
- 10 сентября 2021 — городу указом № 519 президента РФ присвоено почётное звание РФ «Город трудовой доблести»

## Население
| 1897    | 1917    | 1920    | 1923    | 1926    | 1931    | 1937    | 1939    | 1959    |
| ------- | ------- | ------- | ------- | ------- | ------- | ------- | ------- | ------- |
| 10 000  | ↗13 027 | ↘8648   | ↗9016   | ↗10 863 | ↘10 700 | ↗14 071 | ↗17 320 | ↗30 301 |
| 1967    | 1970    | 1979    | 1989    | 1992    | 1996    | 1998    | 2001    | 2002    |
| ↗31 000 | ↗33 949 | ↘31 293 | ↗35 926 | ↘35 500 | ↘34 600 | ↘34 100 | ↘33 200 | ↘26 612 |
| 2003    | 2005    | 2006    | 2007    | 2008    | 2009    | 2010    | 2011    | 2012    |
| ↘26 600 | ↘25 800 | ↘25 300 | ↘24 800 | ↘24 500 | ↘24 070 | ↘23 494 | ↗23 500 | ↘23 027 |
| 2013    | 2014    | 2015    | 2016    | 2017    | 2018    | 2019    | 2020    | 2021    |
| ↘22 671 | ↘22 177 | ↘21 845 | ↘21 564 | ↘21 425 | ↘21 158 | ↘20 739 | ↘20 498 | ↘20 234 |

На 1 января 2025 года по численности населения город находился на 675-м месте из 1124 городов Российской Федерации.

## Экономика
- мебельная фабрика
- пищевая промышленность: в том числе Бологовский молочный завод компании «Ладон», хлебопекарни
- железнодорожная инфраструктура
- Бологовский шпалопропиточный завод — главный производитель шпал для Октябрьской железной дороги. На заводе действует узкоколейная железная дорога. Ликвидирован в конце 2009, всё его имущество передано ОАО «ТрансВудСервис»[31]. Объём отгруженных товаров собственного производства, в обрабатывающих производствах 2009 года составил 3,50 млрд рублей
- ОАО «Бологовский арматурный завод» закрыт в 2017 году, возобновил работу 1 мая 2018 года[32]

## Транспорт

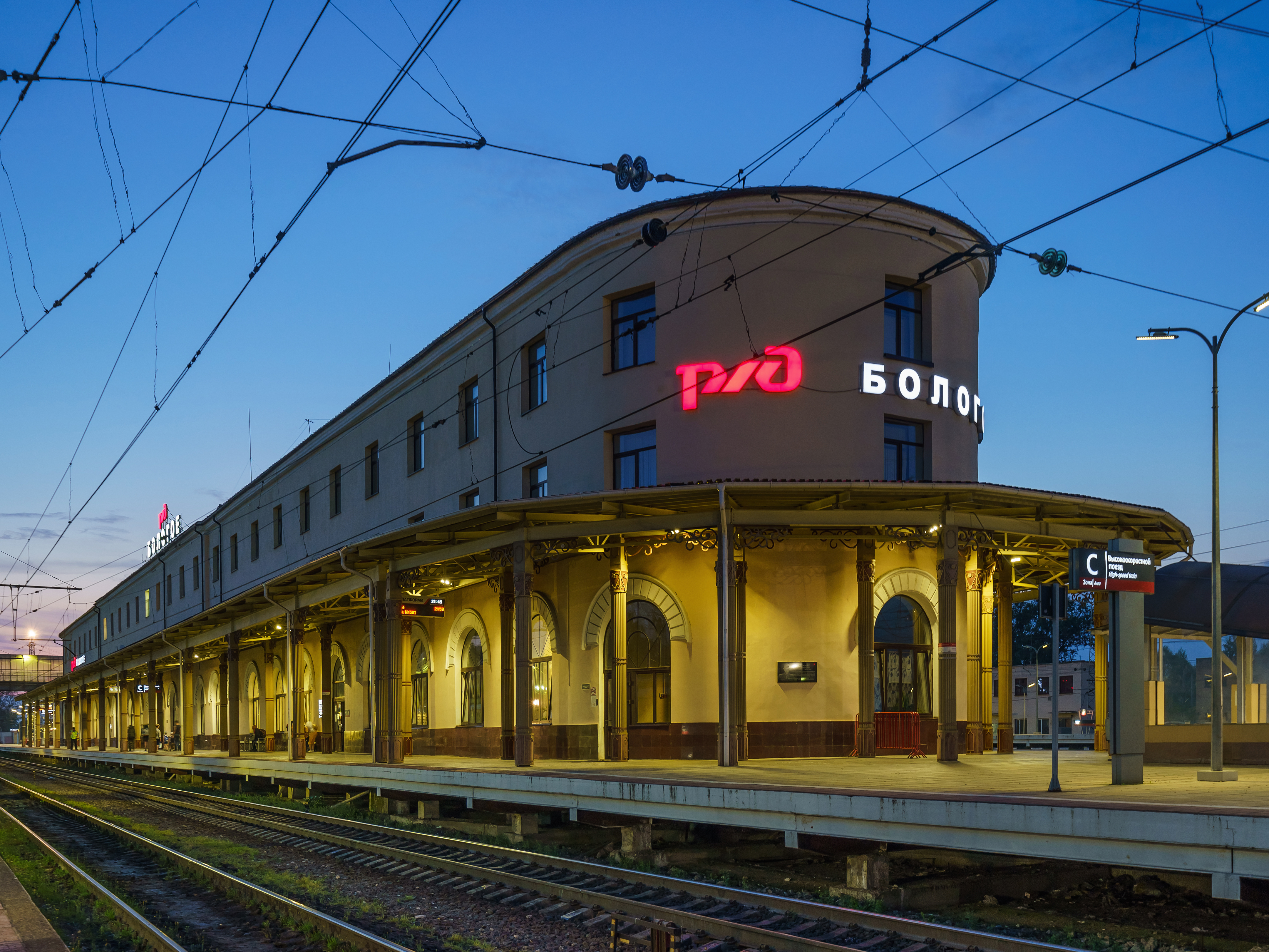
Вокзал станции Бологое-Московское

- В городе общественный транспорт представлен сетью автобусных маршрутов (7 маршрутов), соединяющих разные районы города и окружающие посёлки. Подвижной состав представлен автобусами ПАЗ разных моделей. Из Бологого на автобусе можно добраться до села Кемцы и до деревни Рудаково[33]
- Бологое является крупным железнодорожным пересадочным узлом. Здесь пересекаются 2 магистрали: 2-путная электрифицированная постоянным током напряжением 3 кВ Санкт-Петербург — Москва (главный ход ОЖД) и однопутная тепловозная Ярославль—Псков, также отсюда отходит малодеятельная линия на Великие Луки (тоже 1-путная и обслуживаемая дизельной тягой). От вокзала ходят электрички в тверском направлении и междугородние поезда
- В 23 километрах от города в посёлке Хотилово-2 размещается аэродром совместного базирования. Там находится военная авиабаза Хотилово.

## Образование
В городе расположено 6 средних образовательных школ (№ 1, 10, 11, 12, 55, 57). В Бологом находится Бологовский колледж.

## Достопримечательности

### Гражданские здания и сооружения
Бологовский железнодорожный вокзал
История уникального Бологовского железнодорожного вокзала тесно связана с Николаевской железной дорогой, которая была открыта в 1851 году. Вокзал является выдающимся историческим и архитектурным памятником. Французский писатель Теофиль Готье, проезжая в 1858 году через Бологое, назвал здание вокзала «великолепным», в архитектуре которого «удачно сочетаются красные тона кирпича и белого камня». Готье отмечал, что вокзал стоит как церковь между линиями, а рельсы обвивают вокзал своими лентами.
Краеведческий музей имени Дубравицкого
Краеведческий музей им. Н. И. Дубравицкого основан в 1970 году в бывшем купеческом доме Коловских. Музей посвящён истории города и знаменитым людям, которые связаны с его историей. Музей включает в себя экспонаты крестьянского быта XIX века, освещает историю железных дорог и культуру города. В музее представлена экспозиция фотографий Бологого с 1917 года до современности.
Дом купца Артемьева
Дом Артемьева — один из самых ярких архитектурных памятников в Бологом на улице Кирова. Особняк построен в дореволюционные времена, привлекает оригинальностью украшений оконных проёмов и нехарактерной для уездных городов лепниной. В подобном стиле построены ещё несколько зданий на той же улице.
Дом купца Рябинина
Последняя четверть XIX века в стиле эклектики.
Водонапорная башня
Построена в начале XX века.

### Храмы и часовни
Храм Живоначальной Троицы
Построен в 1808 году. Старейший из действующих храмов в Бологом.
Часовня Иверской иконы Божией Матери
Дореволюционная часовня в византийском стиле на берегу Бологого озера, возведённая в 1912 году.
Храм Тихона Задонского
Храм-часовня. Построен 21 сентября 1904 года.
Церковь Алексия-царевича
Построена в 1913 году. В 1930-е годы были уничтожены глава и верхние ярусы колокольни. Не восстановлена. Не действует.

### Памятники
Памятник любви
В 2001 году в Бологом был открыт «Памятник любви», посвящённый первой встрече художника Н. К. Рериха с будущей женой в Бологом. Надпись на камне гласит: «…В Бологом, в имении князя П. А. Путятина, я встретил Ладу, спутницу и вдохновительницу. Радость! Н. К. Рерих».
Памятник 500-летию города
Установлен в 1995 году в честь 500-летия города.
Мемориал павшим в годы Великой Отечественной войны
Обелиск с пушками и Вечным огнём. Открыт в 1965 году (год 20-летия Победы) на берегу Бологого озера в память о павших в годы Великой Отечественной войны земляках.
Памятник железнодорожникам Бологовского узла, погибшим в годы войны
Открыт в 1970 году.
Памятник-паровоз «Победа»
Памятник паровозу Победа был установлен в июле 2015 года в память о железнодорожниках Бологовского железнодорожного узла, павших в годы Великой Отечественной войны.
Памятник-паровоз «Эу706-10»
Установлен в 1985 году, в честь 40-летия окончания Великой Отечественной войны.
Памятник Льву Толстому
Без надписи. Статус неизвестен.
Памятник С. М. Кирову
Год создания — 1937.
Памятник В. И. Ленину
Памятник советских времён.
Мемориал «Легендарный Маресьев»
Открыт в мае 2021 года. Состоит из точной копии боевого самолёта Як-1 на гранитном постаменте, а также бронзовой фигуры лётчика.

### Другие достопримечательности
Бологое озеро
Основное природное украшение города. Общая площадь озера составляет около 8 кв. километров, длина береговой линии больше 28 километров.

## Прочие факты
- Многим с детства знаком топоним Бологое по одному из самых популярных стихотворений С. Я. Маршака — «Вот какой рассеянный», герой которого по невнимательности «влез в отцепленный вагон» и преспокойно заснул, а проснувшись, выглянул в окно и поинтересовался: «Это что за остановка — Бологое иль Поповка?»[38].
- В 1980-е годы в СССР Бологому принесла популярность песня композитора В. Г. Добрынина «Бологое» на стихи М. И. Рябинина в исполнении ансамбля «Веселые ребята»[39].
- Упоминается в песне Ицыка Цыпера «Патриот»

## Побратимы
- 2015 — Севастополь[40]

## Галерея

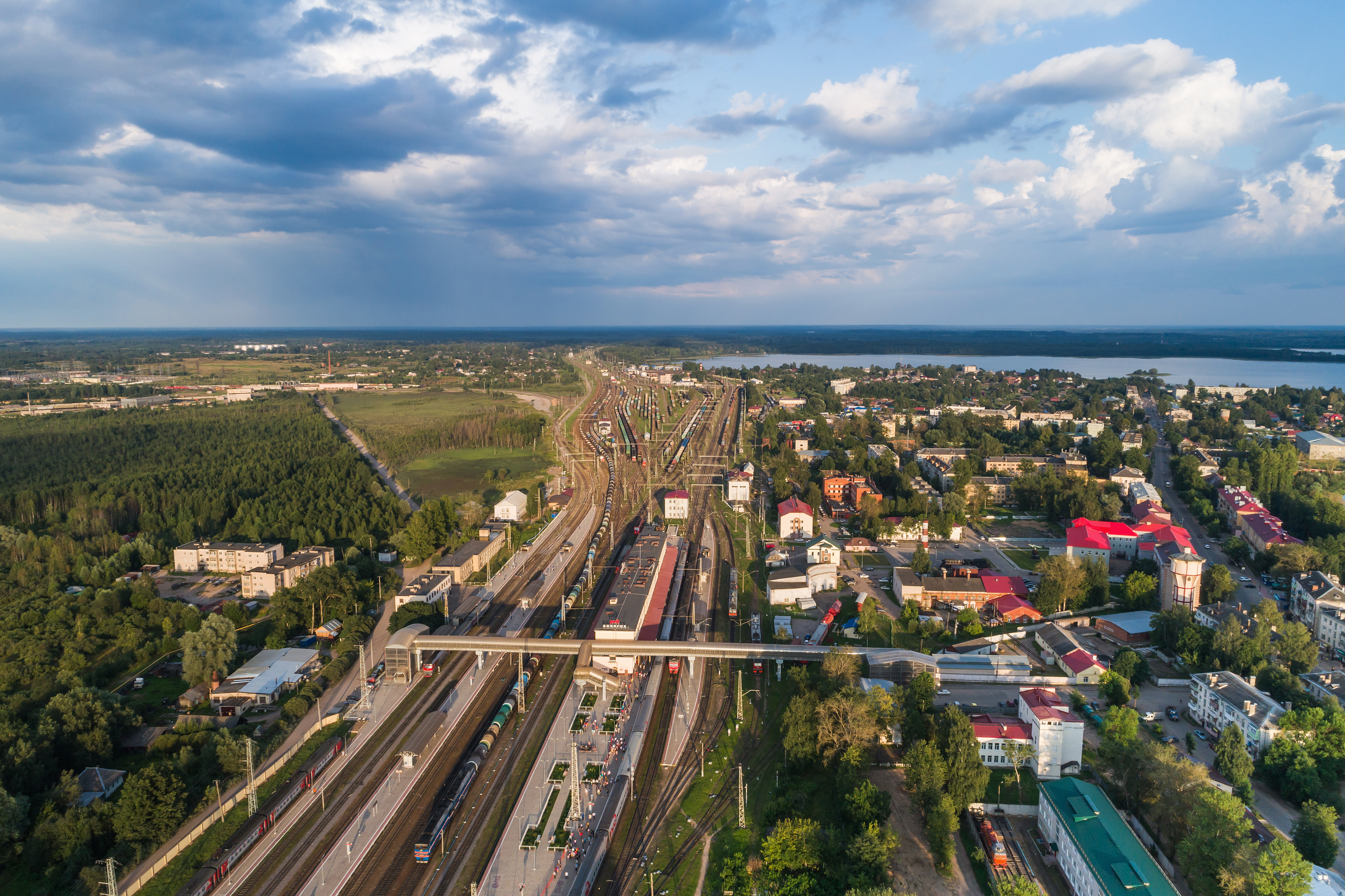
Аэрофотосъёмка станции Бологое-Московское
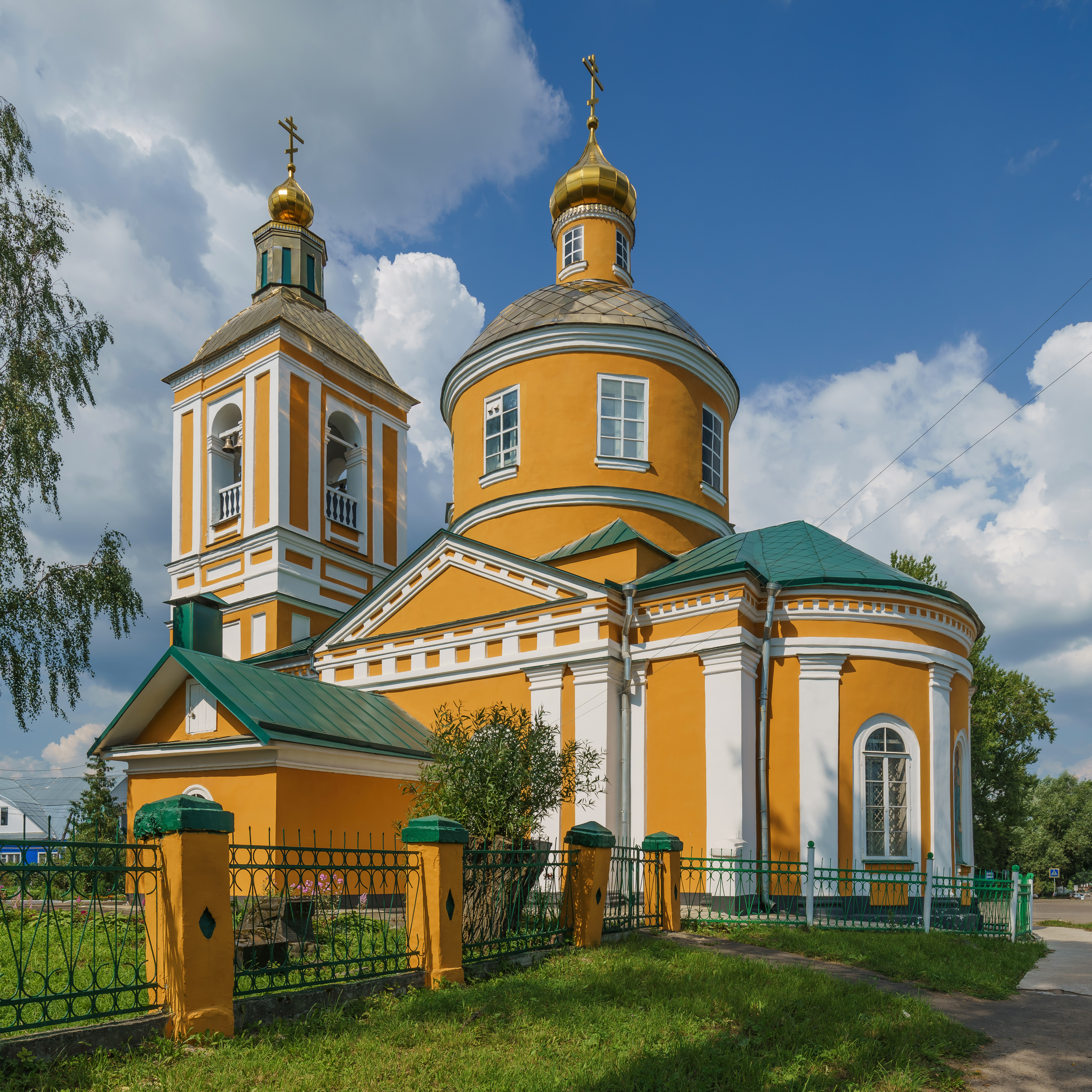
Троицкая церковь
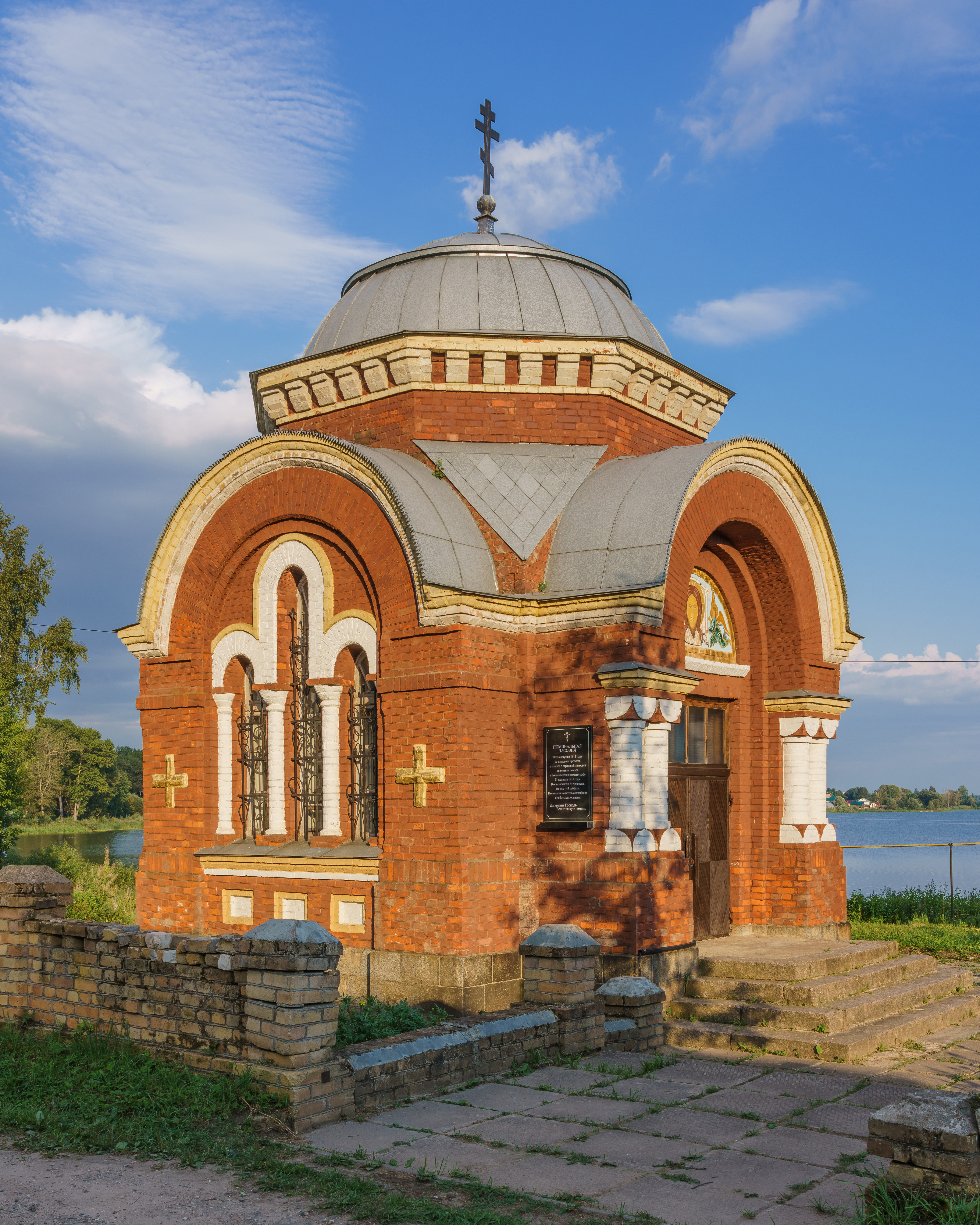
Часовня на берегу озера, возведённая в память о жертвах пожара в Бологовском кинематографе 1911 года
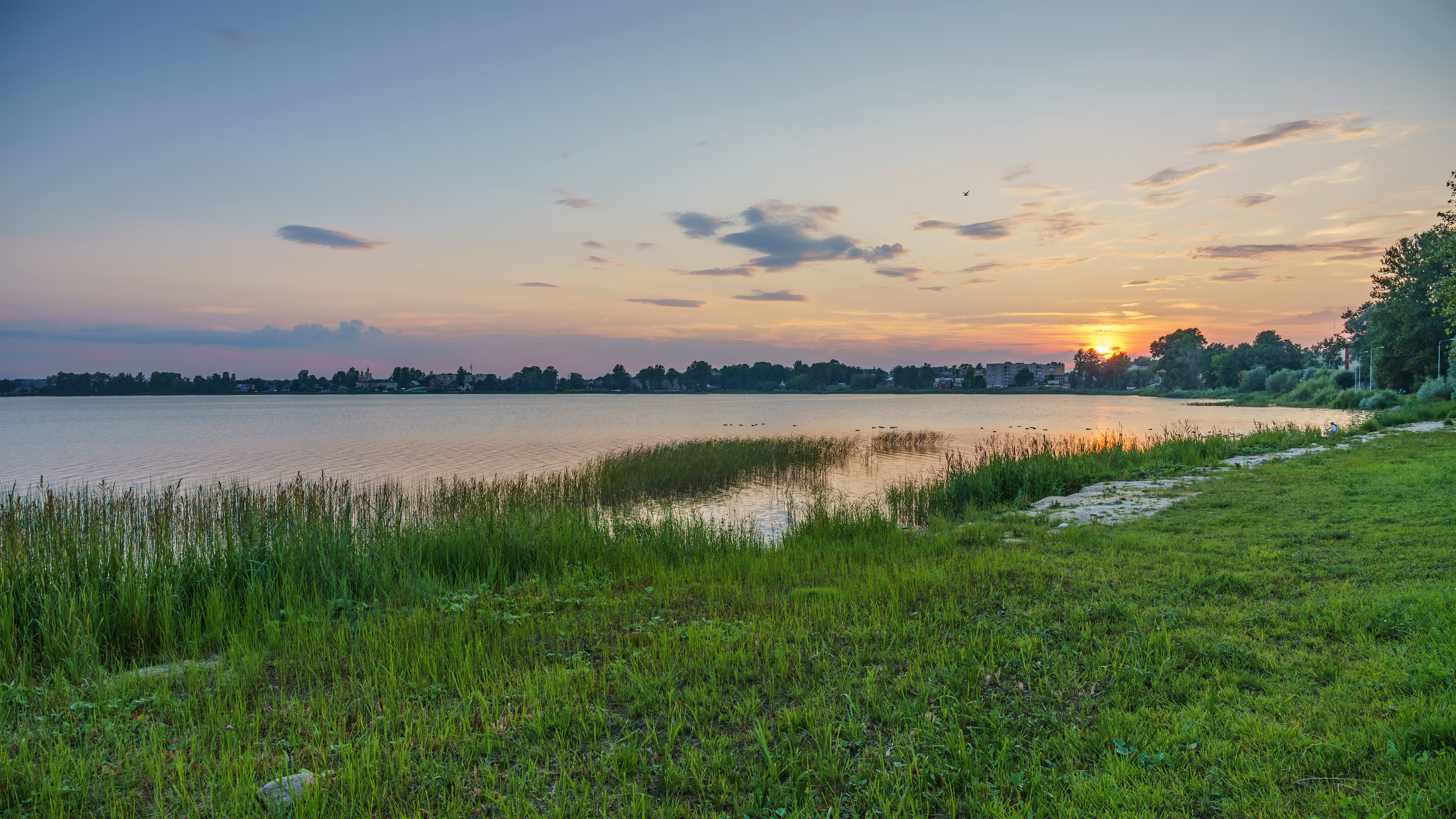
Бологое озеро на закате
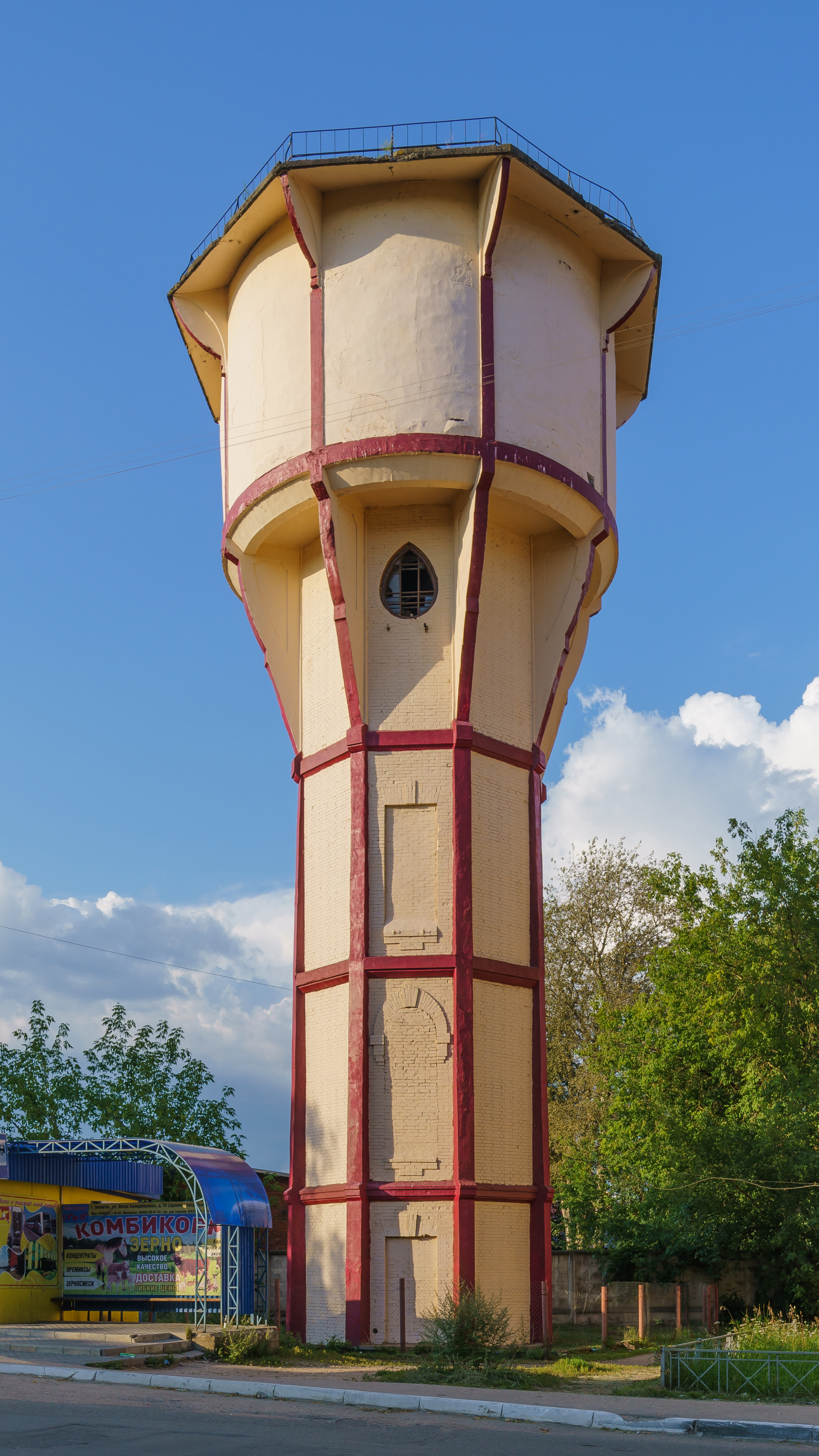
Водонапорная башня
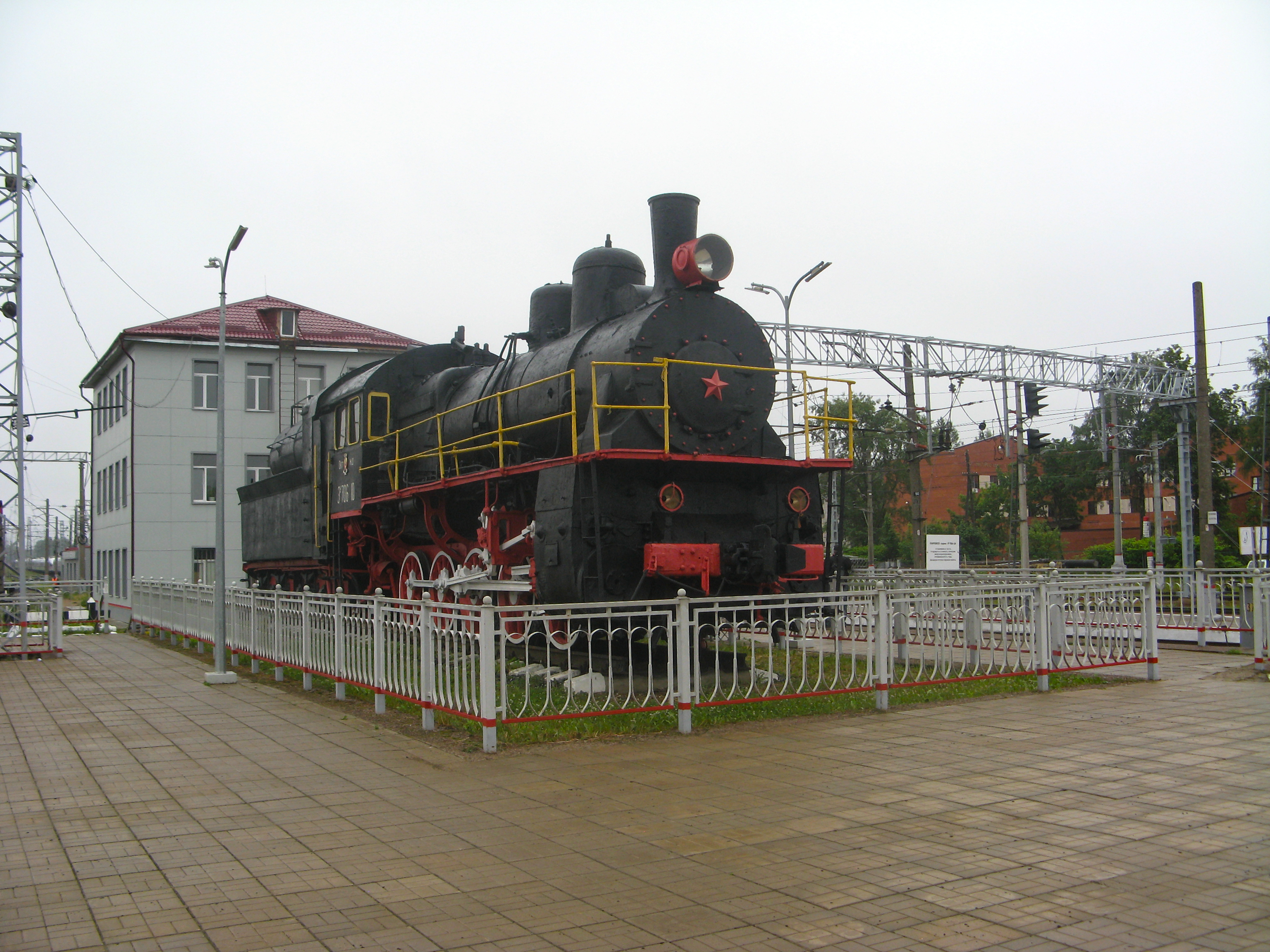
«Этот паровоз поставлен на вечную стоянку как символ мужества и героизма, проявленного железнодорожниками Бологовского узла в годы Великой Отечественной войны 1941—1945 годов»
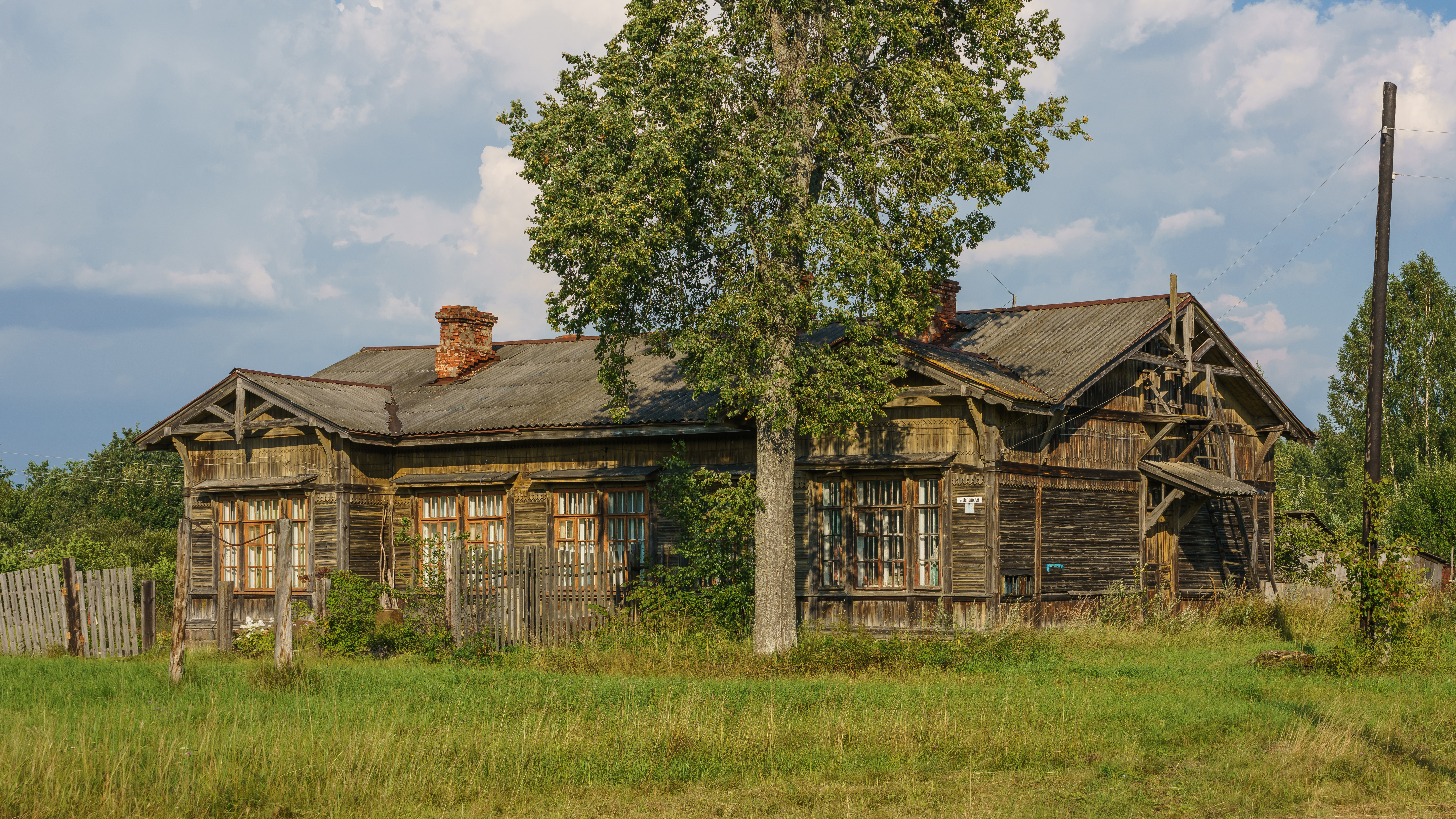
Бывшая казарма (на стороне Полоцкой улицы)